# Gongylidioides foratus
Gongylidioides foratus är en spindelart som först beskrevs av Ma och Zhu 1990.  Gongylidioides foratus ingår i släktet Gongylidioides och familjen täckvävarspindlar. Inga underarter finns listade i Catalogue of Life.